# BSC Vitudurum

Das Logo des BSC Vitudurum

 Der BSC Vitudurum (ausgeschrieben Badminton-Sport-Club Vitudurum) ist ein schweizerischer Badmintonclub aus Winterthur. Der Verein spielte von 1981 bis 1994 bei den Interclubmeisterschaften in der höchsten Liga.

## Geschichte
Der BSC Vitudurum wurde 1976 aus einer Abspaltung vom BC Winterthur gegründet. Beim Namen soll das «S», das für Sport steht, den Leistungssportanspruch unterstreichen. Vitudurum, nachdem gleichnamigen römischen Vicus in Oberwinterthur wurde zur klareren Unterscheidung vom Stammklub gewählt.
Anfangs stellte man 2 Interclub-Mannschaften, wobei das 3. Liga-Team innerhalb von 5 Jahren den unterbrechungsfreien Durchlauf in die Nationalliga A schaffte, wo man ab 1981 spielte. Vitudurum konnte sich dann 13 Jahre lang in der NLA halten, schaffte es jedoch nie Schweizer Meister zu werden, man verfehlte dieses Ziel mit sechs Vizemeisterschaften und drei 3. Plätzen mehrfach nur knapp. Seit dem Abstieg spielt das Fanionteam nun in der NLB, der zweithöchsten Liga. 2019 folgte der Abstieg in die drittklassige 1. Liga.

## Bekannte Einzelspieler
- Pascal Kaul, 4× Schweizermeister im Einzel, 2× Schweizermeister im Doppel
- Hubert Müller, 1× Schweizermeister im normalen und gemischten Doppel